# Robert Lee (Texas)
Pour les articles homonymes, voir Robert Lee (homonymie) et Lee.
La ville de Robert Lee est le siège du comté de Coke, dans l’État du Texas. Sa population s’élevait à 1 049 habitants lors du recensement de 2010, estimée à 1 025 habitants en 2016.

## Source
- (en) Cet article est partiellement ou en totalité issu de l’article de Wikipédia en anglais intitulé « Robert Lee, Texas » (voir la liste des auteurs).